# José Anne de Molina
Joseph (José) Norbert Leon François Marie Anne de Molina (Brussegem, 2 september 1925 - Ossel, 10 mei 2020) was een Belgisch magistraat, heraldicus en historicus.

## Biografie

### Familie
De familie Anne de Molina werd in 1750 voor het eerst in de adelstand opgenomen, in de persoon van de broers Joseph en Charles Anne. De achterkleinzoon van de tweede, Victor Anne (1819-1891), kreeg in 1871 adelserkenning en in 1885 de toelating 'de Molina' aan de familienaam toe te voegen.
José Anne de Molina is een achterkleinzoon van Victor Anne en de zoon van Raphaël Anne de Molina (1893-1977), voorzitter van het hof van beroep in Brussel, en barones Germaine de Viron (1894-1978). Hij trouwde in 1956 met jkvr. Marie-Claire de Meeûs (1931-2014), dochter van graaf Georges de Meeûs d'Argenteuil. Ze kregen vijf kinderen.

### Loopbaan
Doctor in de rechten geworden heeft Anne de Molina een carrière doorlopen eerst als advocaat en vervolgens in de magistratuur. Hij was rechter bij de rechtbank van eerste aanleg in Brussel en daarna raadsheer, kamervoorzitter en eerste voorzitter van het hof van beroep in Brussel. Hij was ook plaatsvervangend eerste voorzitter van het Krijgshof.
Hij was erevoorzitter van de Office généalogique et héraldique de Belgique. Hij werd effectief lid van de Raad van Adel in februari 1986 en was voorzitter van oktober 1986 tot november 1989. In 1960 was hij medestichter van de État présent de la noblesse belge.
Hij was commandeur in de Orde van het Heilig Graf.
Anne de Molina overleed in 2020 op 94-jarige leeftijd.

## Publicaties (selectie)
- 'Le dernier roi d'armes Beydaels et sa famille', in Brabantica, 1959 en 1960.
- 'Le tableau votif de Wauthier V van der Noot', in Le Parchemin, 1959.
- 'Le château de Nieuwermolen à Capelle Saint Ulric', in Recueil de l'Office généalogique et héraldique de Belgiquen, vol. 10.
- 'A propos de quelques usages héraldiques dans les cortèges funèbres aux Pays-Bas', in Archivum Heraldicum, 1965.
- 'A propos de la Rue du Bois Sauvage. Un drame passionnel entre lignagers bruxellois au XIVe siècle', in Les lignages de Bruxelles, 1974.
- 'Folklore héraldique. Les funérailles solennelles de Féry de Glymes, baron de Grimberghen en 1571', in Le Parchemin, 1981.
- 'Odot Viron. Un anoblissement par Charles-Quint', in Recueil de l'Office généalogique et héraldique de Belgique, 1986.
- 'Les origines des armoiries du Lignage Steenweegs', in Les Lignages de Bruxelles, 1987.